# نادي سانت بطرسبرغ لكرة اليد
نادي سانت بطرسبرغ لكرة اليد هو نادي كرة يد في روسيا تأسس في سنة 1964. تبلغ سعة ملعبه 7700 متفرجا. فاز بالدوري الروسي لكرة اليد مرة واحدة في سنة 1993.